# Theriantropie
Theriantropie (Grieks: θηρίον therion „wild dier“ en ἄνθρωπος anthrōpos „mens“)
is een metamorfose van een mens in een dier.

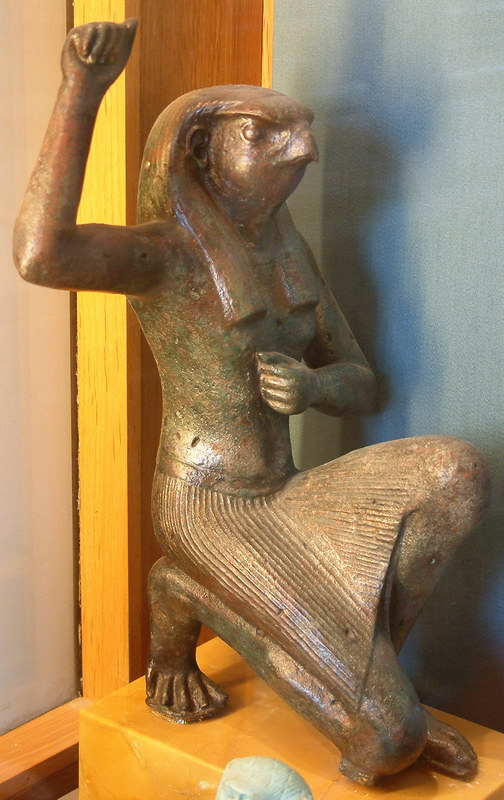
Horus, een Egyptische godheid met de kop van een valk en het lichaam van een mens.

Dit verschijnsel is bekend binnen de mythologie en de spiritualiteit en komt al voor sinds de mens zijn ervaringen en denkwijze in grotschilderingen vastlegde. De oudste voorbeelden hiervan in Europa en Afrika worden geschat op tussen 35.000 en 25.000 jaar oud. De bizon-mens in de grot van Chauvet wordt geschat op 32.000 jaar oud. De “Tovenaar” in de grot van Trois-Frères heeft meerdere kenmerken van dieren en de mens. In deze schildering zijn te herkennen: De uil, de wolf, het hert, het paard, de leeuw en de mens.
In latere tijden manifesteerde het zich onder meer in de religie van het oude Egypte waar vele goden deels mens deels dier zijn. Voorbeelden hiervan zijn: Anubis (hond/mens), Thoth (ibis/mens) en Sobek (krokodil/mens). Ook in de Zuid-Amerikaanse cultuur van de Olmeken en Maya’s komt dit soort verschijnselen voor.